# アレクサンドル・マツェル
アレクサンドル・マツェル（ルーマニア語: Alexandru Mățel, 1989年10月17日 - ）はルーマニア・コンスタンツァ出身の元サッカー選手。現役時代のポジションはディフェンダー。

## 来歴
2010年7月、FCファルル・コンスタンツァからFCアストラ・ジュルジュに移籍した。2013年7月4日、UEFAヨーロッパリーグ 2013-14・予選1回戦のNKドムジャレ戦でUEFAヨーロッパリーグに初出場した。
2014年、クラブと契約延長をめぐるトラブルが発生し、出場機会を失った。。
2015年1月16日、GNKディナモ・ザグレブに移籍した。
2019年2月9日、FCヘルマンシュタットに移籍した。

## 代表
2011年9月2日、ルクセンブルク戦でルーマニア代表をデビューを果たした。

## 個人成績
| 国際大会個人成績 | 国際大会個人成績     | 国際大会個人成績 | 国際大会個人成績 | 国際大会個人成績 | 国際大会個人成績 | 国際大会個人成績 |
| 年度             | クラブ               | 背番号           | 出場             | 得点             | 出場             | 得点             |
| UEFA             | UEFA                 | UEFA             | UEFA EL          | UEFA EL          | UEFA CL          | UEFA CL          |
| ---------------- | -------------------- | ---------------- | ---------------- | ---------------- | ---------------- | ---------------- |
| 2013-14          | アストラ・ジュルジュ | 77               | 7                | 0                | -                | -                |
| 通算             | UEFA                 | UEFA             | 7                | 0                | -                | -                |